# Neuraminidase virale
La neuraminidase virale est une neuraminidase présente dans l'enveloppe des virus de la grippe et qui permet aux virions de se détacher de la cellule hôte. Les neuraminidases sont des enzymes qui clivent les résidus d'acide sialique des glycoprotéines et sont indispensables à la réplication virale.
Le virus de la grippe, au cours de sa réplication, s'attache à la surface cellulaire à l'aide de l'hémagglutinine, présente à la surface du virus et qui se lie aux résidus d'acide sialique (acide N-acétylneuraminique chez l'homme). Les acides sialiques sont présents sur diverses glycoprotéines de la surface des cellules hôtes, ce qui permet aux virus de la grippe de se lier à ces cellules. Afin de permettre aux virions nouvellement formés au sein de la cellule hôte de s'en échapper, les neuraminidases doivent cliver les résidus d'acide sialiques des glycoprotéines auxquels ils sont normalement liés. Les inhibiteurs de neuramnidase sont par conséquent des antiviraux efficaces contre la grippe humaine car ils bloquent la réplication du virus.
Une protéine unique, l'hémagglutinine-neuraminidase, est susceptible de combiner les fonctions d'une hémagglutinine et d'une neuraminidase, comme pour le virus des oreillons et le virus Parainfluenza humain.